# Atherina breviceps
Atherina breviceps és una espècie de peix pertanyent a la família dels aterínids.

## Descripció
- Pot arribar a fer 11 cm de llargària màxima.
- Cos de color argentat i transparent amb una franja mediolateral i el dors fosc.
- 6-9 espines i 11-15 radis tous a l'aleta dorsal i 1 espina i 15-18 radis tous a l'anal.[3][4][5]

## Alimentació
Els exemplars petits filtren petits organismes (com ara, fitoplàncton i rotífers), mentre que els que depassen els 3,5 cm de llargada es nodreixen principalment de crustacis i sobretot, amfípodes.

## Depredadors
A Sud-àfrica és depredat pel tallahams (Pomatomus saltatrix), Argyrosomus hololepidotus, Atractoscion aequidens, la palomida (Lichia amia), el tauró bronzat (Carcharhinus brachyurus) i aus costaneres de la família Cerylidae.

## Hàbitat
És un peix d'aigua marina, dolça i salabrosa; pelàgic-nerític i de clima subtropical (27°S-35°S), el qual forma moles al llarg de la costa i els estuaris (sobretot, durant la primavera). També és present als llacs costaners.

## Distribució geogràfica
Es troba a l'Atlàntic sud-oriental: des de Lüderitz (Namíbia) fins al nord de KwaZulu-Natal (Sud-àfrica).

## Observacions
És inofensiu per als humans.